# Brege
Brege so obcestno naselje v Občini Krško. Ležijo sredi Krškega polja na terasi ob desni strani nekdanje savske struge. Južno od naselja je opuščena gramoznica, kjer je zdaj hipodrom.
V rimski dobi je bilo v tu rečno pristanišče. Mimo je vodila rimska cesta Neviodunum - Siscia. Ob njej so arheologi našli rimske grobove. Kraj se prvič omenja leta 1358.
Na Bregah se je rodil psiholog Mihajlo Rostohar.